# 모델/액트리즈
모델/액트리즈 (Model/Actriz)는 보스턴을 기반으로 2016년 부터 결성된 포스트 펑크, 노이즈 록 밴드이다. 콜 헤이든, 루벤 래드로어, 애런 샤피로, 잭 웨트모어로 구성되어 있으며, 2023년 첫 정규 음반 Dogsbody를 발매했다. 피치포크에서는 그들의 음반을 "프론트맨 콜 헤이든의 새하얀 카리스마가 가득한 완벽한 향연"이라고 표현하며 베스트 뉴 뮤직 (Best New Music)에 선정하기도 했다. 그들의 음악은 포스트 펑크, 노이즈 록으로 분류되며, 그들의 음악에는 퀴어적인 묘사가 종종 표현된다.

## 음반 목록

### 정규 음반
- Dogsbody (2023)

### EP
- Ava (2016)
- 100€ (2016)
- No (2017)